# Alésage

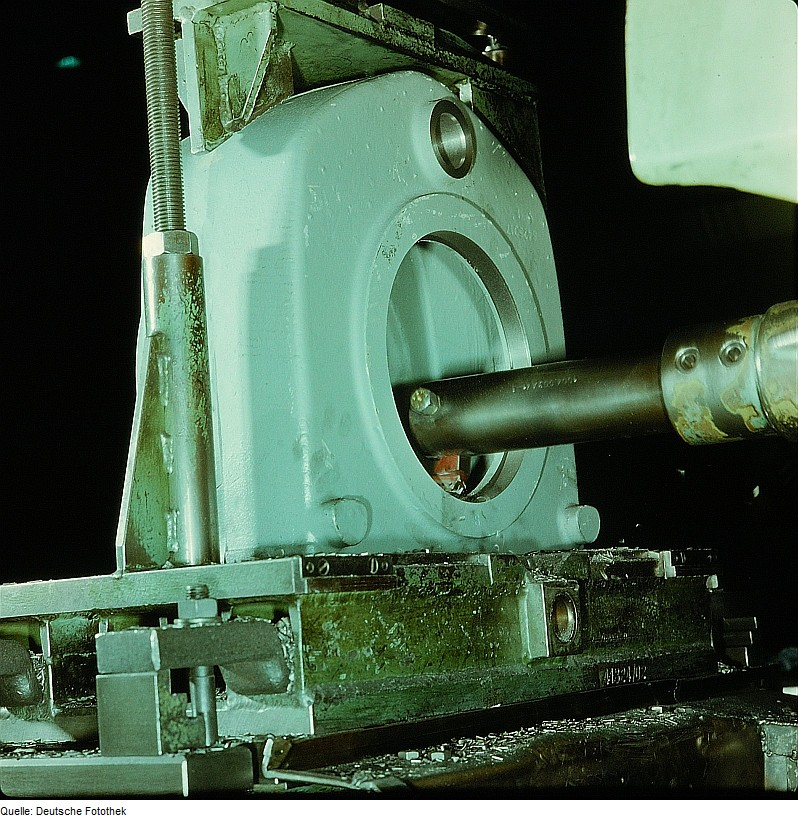
Opération d'alésage d'un carter.

L’alésage est l’opération qui consiste à usiner avec soin la surface intérieure d’un cylindre ou de toute autre pièce creuse. C’est aussi le résultat de cette opération.
L’alésage est également, dans un moteur à pistons, le diamètre intérieur d’un cylindre, exprimé en millimètres ou en pouces.

## Usinage
En mécanique, l’alésage est l’opération d’usinage consistant à retoucher l’intérieur d’un cylindre, généralement ébauché au préalable, au moyen d’outils variés : foret, alésoir ou autres outils spéciaux montés sur une barre d’alésage ou une tête à aléser. Plus généralement, c’est la régularisation très précise de l’intérieur d’un tube, d’un trou.
L’opération d’alésage vise le plus souvent deux objectifs :
- calibrer la précision dimensionnelle, en se conformant à des normes industrielles de qualité, telles que celles définies par l’AFNOR[3] ;
- améliorer la finition de l’état de surface.

Ces objectifs ne peuvent être atteints qu’en optimisant les conditions de coupe : vitesse de rotation, avance, lubrification, type de matière. Pour obtenir les qualités citées, les alésoirs droits et hélicoïdaux doivent être montés « flottants » dans des mandrins de ce type et ne peuvent en aucun cas corriger les écarts axiaux.
L’alésage peut se pratiquer manuellement grâce à un alésoir, entre autres, mais il est généralement réalisé à l’aide de machines-outils : tour, fraiseuse ou, pour les grosses pièces, sur une aléseuse.